# Вардересян, Вардуи Карапетовна
Вардуи Карапетовна Вардересян (арм. Վարդուհի Վարդերեսյան; 1928—2015) — армянская советская актриса театра и кино. Народная артистка СССР (1988).

## Биография
Родилась 19 марта 1928 года в Бухаресте.
В 1946 году, в возрасте 18 лет, переселилась на свою историческую родину в Армению.
Училась в студии при Ленинаканском драматическом театре им. А. Мравяна (ныне Гюмрийский драматический театр им. Вардана Аджемяна). С 1947 года выступала в этом же театре.
С 1958 года — актриса Армянского театра им. Г. Сундукяна в Ереване.
Скончалась 24 ноября 2015 года в Ереване. Похоронена в пантеоне парка имени Комитаса.

### Семья
- Муж — Геворк Амбарцумович Абаджян (1920—2002), советский и армянский литературовед, театровед, заслуженный деятель искусств Армянской ССР, старший брат Владимира Амвросьевича Абаджяна.

## Звания и награды
- Народная артистка Армянской ССР (1965)
- Народная артистка СССР (1988)
- Государственная премия Армянской ССР
- Орден Дружбы народов[2]
- Орден «Знак Почёта» (1956)
- Орден Святого Месропа Маштоца (24 мая 2013) — по случаю Дня Республики[3]
- Медаль Мовсеса Хоренаци (1995)
- Приз имени Вардана Аджемяна и Арусь Асрян (2010) — за роль Клары Цаханасян в спектакле «Визит дамы» на вручении театральной премии «Артавазд»[4]
- Почётный гражданин Еревана (2001)[2].
- Почётный гражданин Гюмри (2013).

## Творчество

### Роли в театрах
- «Из-за чести» А. М. Ширванзаде — Маргарита Элизбарова
- «Вишнёвый сад» А. П. Чехова — Раневская
- «Визит старой дамы» Ф. Дюрренматта — Клара Цаханассьян
- «В горах мое сердце» У. Сарояна — Джонни
- «Старые боги» Л. Шанта — княгиня
- «Дядя Багдасар» А. О. Пароняна — Ануш
- «Ахацел» А. Варданяна — Шнорхик
- «Хатабала» Г. М. Сундукяна — Маргрит
- «Враги» М. Горького — Надя
- «Деревья умирают стоя» А. Касоны — бабушка.

### Фильмография
- 1955 — «В поисках адресата» — Аревик
- 1956 — «Из-за чести» — Маргарита Элизбарова
- 1957 — «Сердце матери» — Мариам
- 1959 — «Прыжок через пропасть» — Гаяне
- 1960 — «Северная радуга» — Нуне
- 1962 — «Шаги» — главная роль
- 1963 — «Путь на арену» — Маро
- 1966 — «Мсье Жак и другие» (киноальманах) («Мнимый доносчик») — Заруи
- 1967 — «Каринэ» — жена адвоката
- 1969 — «Кум Моргана» — Магтах
- 1972 — «Айрик» — Нвард
- 1973 — «Приключения Мгера в отпуске»
- 1979 — «Голубой лев» — домработница
- 2002 — «Поездка» («The Journey») (США) — бабушка Евы

## Память
- Одна из улиц района Ачапняк города Еревана была названа в память об актрисе[5].